# Макнамара, Брайан
Брайан Макнамара (англ. Brian McNamara; род. 21 ноября 1960, Нью-Йорк) — американский актёр кино и телевидения, номинант на премию «Золотой глобус» за роль Дика Кэрни в телефильме «Клуб миллиардеров» (1987).

## Биография
Брайан Макнамара родился на острове Лонг-Айленд, город Нью-Йорк. Сыграл ряд главных ролей в таких фильмах, как «Арахнофобия» (1990) и «Святое место» (2007), принимал участие в лентах «Короткое замыкание» (1986), «Гольф-клуб 2» (1988), «Таинственное свидание» (1991), «Когда вечер заканчивается» (1992) и «Я знаю, кто убил меня» (2007). Был приглашённой звездой в сериалах «Сайнфелд», «Блюз Хилл стрит», «Полиция Нью-Йорка», «Сент-Элсвер», «Военно-юридическая служба», «Одинокие сердца», «Звёздный путь: Вояджер», «Она написала убийство», «Мерфи Браун», «Морская полиция: Лос-Анджелес», «Всё тип-топ, или Жизнь Зака и Коди» и другие. Одной из его первых ролей была погибший в автоаварии друг Алекса Китона Грег в ситкоме «Семейные узы», эпизод Э, меня зовут Алекс (1987). Исполнил главную роль в мистическом сериале «Манхэттен, штат Аризона» (2000). Поставил фильм «Потерянная связь» (2007). С того же года играет роль генерала Майкла Холдена, мужа Клаудии-Джой Холден, в сериале «Армейские жены».
Есть двое детей.